# 鈴木華希
鈴木 華希（すずき はなき、1997年〈平成9年〉9月8日  - ）は、日本のアイドル、俳優、ダンサー。ロックアイドルグループカイジューバイミーのメンバーとしてはスタンド・バイ・華希名義で活動している。日光アレルギーがあり、日射しが強い場合野外のライブでは日傘を持ってパフォーマンスを行うが元ダンサーであるため、カイジューバイミーでは随一のダンスパフォーマンスを見せる。

## 来歴
小学生からダンススクールに通い、2009年、12歳にしてEXILE LIVE サポートダンサーに選ばれ、2010年からは三代目 J SOUL BROTHERSのバックダンサーも務める。
中学卒業後に上京し、高校の芸能科に通う。

## 人物
趣味は、雑誌・ドラマ鑑賞、メイク道具・服・小物集め。

## 出演作品

### PV
ファンキーモンキーベイビーズ「LOVE SONG」PV

### 舞台
- ミュージカル ダンスレボリューション
- エアースタジオ 海ゆかば（きよ)
- 高校卒業公演 ヒロイン (あおい)
- スカッとジャパン (いじめ役 生徒)

### モデル
- 雑誌 Junon 読者モデル
- NEO Festival×ALTA
- Tokyo Fashion Collection
- NEW-Twenty Paradise
- EQ×MEQ collection vol.2
- New Gate Collection 2014
- Tokyo Fashion Collection
- TK state×affluence collection